# Toon Bergmans
Antonius Wilhelmus Josephus Bergmans (Venlo, 18 juni 1921 – na juni 1944) was verzetsman en Engelandvaarder. Hij is een van de ongeveer 500 Nederlanders die na de Tweede Wereldoorlog vermist werden.

## Voor de Tweede Wereldoorlog
Toon Bergmans was het oudste kind van Alphons Marie Hubert Bergmans (†1959) en zijn echtgenote Hubertina Christina van de Laar (†1966). Ze kregen daarna nog een dochter Nellie en een zoon Wiel, die toen hij groot werd zijn vader in de houtzagerij hielp. In 1928 verhuisden zijn ouders van de Heilige Geeststraat naar de Hogeschoorweg, waar ze naast oom Jacques Bergmans gingen wonen. Toon zat op de MULO in Venlo. Toen de oorlog uitbrak zocht Toon Bergmans het avontuur op.

## Vertrek
Eind 1942 zaten de Duitsers hem op de hielen. Hij vertelde aan zijn boezemvriend Carol van der Sluizen dat hij Nederland wilde verlaten. Het leek Van der Sluizen te gevaarlijk, dus die wilde niet mee. Daarna heeft hij nooit meer iets van Bergmans gehoord. Een dag na zijn vertrek stonden de Duitsers voor de deur van zijn ouderlijk huis. Bergmans wilde zich aansluiten bij een Belgische verzetsgroep, de Brigade Blanche. Hij handelde in hout, verloor 10.000 gulden en begon deviezen te smokkelen om dat weer terug te verdienen. Hij zat een tijdje in een Belgische gevangenis.
Uiteindelijk reisde hij door naar Zwitserland, waar hij op 23 november 1943 door een Zwitserse grenspatrouille werd aangehouden. Tijdens zijn verhoor vertelde hij dat hij in het verzet had gezeten en hij via Antwerpen, Brussel, Parijs en Besançon naar Maîche was gereisd. Vandaar was hij alleen naar de grens gegaan. Hij was langs de Doubs gelopen om een goede plek te vinden om het riviertje over te steken. Dat verklaarde zijn natte broekspijpen. Aangezien hij geen visum voor Zwitserland had, werd hij enkele uren vastgehouden in Saignelégier en daarna naar Frankrijk teruggestuurd.  
Op 8 december 1943 probeerde Bergmans weer naar Zwitserland te gaan. Hij gebruikte Antoine de Boucheron als schuilnaam toen hij voor de feestdagen via het Rode Kruis een brief naar zijn  ouders schreef.
Op 11 januari werd hij ingeschreven in het kamp voor Nederlandse vluchtelingen Les Verrières, waar hij Nico Mos uit Scheveningen en Willem van Galen uit Schaarsbergen ontmoette. Ze maakten plannen om naar Engeland te gaan. Op 15 februari 1944 kregen ze drie dagen verlof, ze kregen wat zakgeld om zich te vermaken, en er werd hen succes gewenst. Mogelijk wist de kampleiding van hun plannen. Toen het donker werd, vertrokken ze naar Besançon, waar ze een veilig adres hadden. Op 16 februari kwamen ze daar aan, maar toen ze het veilige onderdak zagen, stond daar een Duitse auto voor de deur. Ze gingen dus naar het station, waar ze in de overvolle wachtkamer de nacht doorbrachten en de volgende dag de trein naar Parijs namen.
Daar aangekomen logeerden ze enkele dagen bij de moeder van een voormalige kampgenoot. In die dagen werd het duidelijk dat ze zo niet naar Engeland konden gaan, ze gingen dus via Lille en Brussel weer terug naar Nederland. In Brabant gingen ze uit elkaar, Nico Mos ging weer naar Scheveningen en de andere twee gingen naar de ouders van Van Galen. Bergmans logeerde er een nacht en ging toen weer naar Venlo. Daarna zagen ze elkaar nooit meer. Van Galen kreeg later tbc in een concentratiekamp, maar overleefde de oorlog. 
Eind februari 1944 was Bergmans dus even bij zijn ouders in Venlo, nog steeds met zwartgeverfde haren. Hij werd gezocht door de Duitsers, dus hij moest weer weg. Vanuit 't Gooi schreef hij als Antoine een briefje dat het goed met hem ging. Op 2 maart kwam er nog een bericht dat hij naar Brussel moest.

## Laatste levensteken
Bergmans ontmoette de laatste groep die hij naar Zwitserland zou brengen in Hotel Parkzicht bij het Vondelpark in Amsterdam. Het waren Freddy Beuker van de Geheime Dienst en pater Johannes Dito (1904-1977), voormalig voorzitter van de Katholieke Radio Omroep. Deze wilde naar Engeland gaan om daar te bespreken hoe het radiocontact met Nederland moest verlopen.
Beukers en Dito reisden zelfstandig naar Parijs waar ze Bergmans, die zij als Tonny Hermans kenden, in een hotel ontmoetten.  Op 14 mei vertrok de groep en het staat vast dat Bergmans met zijn gezelschap in Genève is aangekomen, waar ze in het Savoy Hotel logeerden en contact opnamen met Job van Niftrik. Op 16 mei stuurde hij nog een briefkaart vanuit Biel en op 21 mei was hij weer in Genève. 
Bergmans zou terugkeren naar Maîche om andere drie mensen over de grens te brengen. Na zijn vertrek is nooit meer iets van hem gehoord. Aangenomen wordt dat hij eind mei in Annecy door vijf Duitsers in burgerkleding is aangehouden. Mogelijk is hij daarbij meteen doodgeschoten.
Hij wordt vermeld op een burgergedenkplaat op het Nederlands ereveld te Orry-la-Ville.